# Tarouca e Dálvares
Tarouca e Dálvares est une paroisse civile portugaise (en portugais : freguesia) de la municipalité de Tarouca dans le district de Viseu. Elle est créée en 2013, par fusion des paroisses de Tarouca et Dálvares.

## Géographie
La paroisse est traversée par Ribeira de Tarouca, qui s'écoule d'ouest en est.
Tarouca e Dálvares est dominée par la Serra de Santa Helena, au sud, qui culmine à plus de 1 100 mètres d'altitude.

## Histoire
La paroisse est créée par la loi no 11-A/2013 du 28 janvier 2013 portant réorganisation administrative du territoire des freguesias, en fusionnant les paroisses de Tarouca et Dálvares. Son nom officiel est União das Freguesias de Tarouca e Dálvares et son siège est fixé à Tarouca.

## Démographie
Lors du recensement de 2021, Tarouca e Dálvares compte 4 333 habitants. La paroisse comprend ainsi la majorité de la population de la municipalité de Tarouce, qui totalise 7 363 habitants.